# Potentilla wenchuensis
Potentilla wenchuensis là loài thực vật có hoa trong họ Hoa hồng. Loài này được H. Ikeda & H. Ohba miêu tả khoa học đầu tiên năm 1999.